# Daring-Klasse (2006)

Logo des Zerstörers beim Hersteller

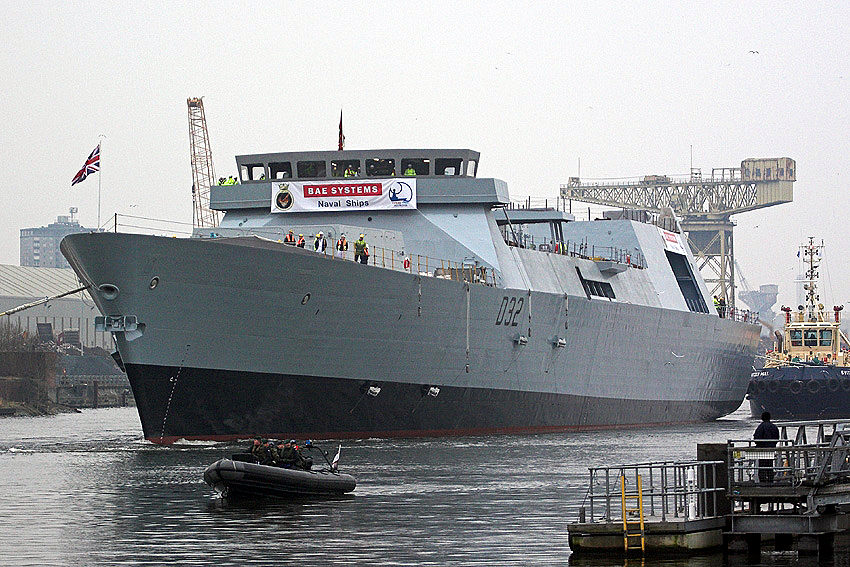
Daring nach dem Stapellauf

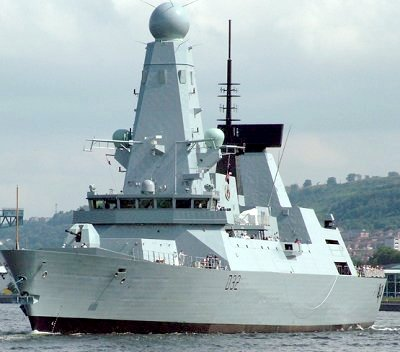
Daring bei einer Testfahrt auf dem Clyde

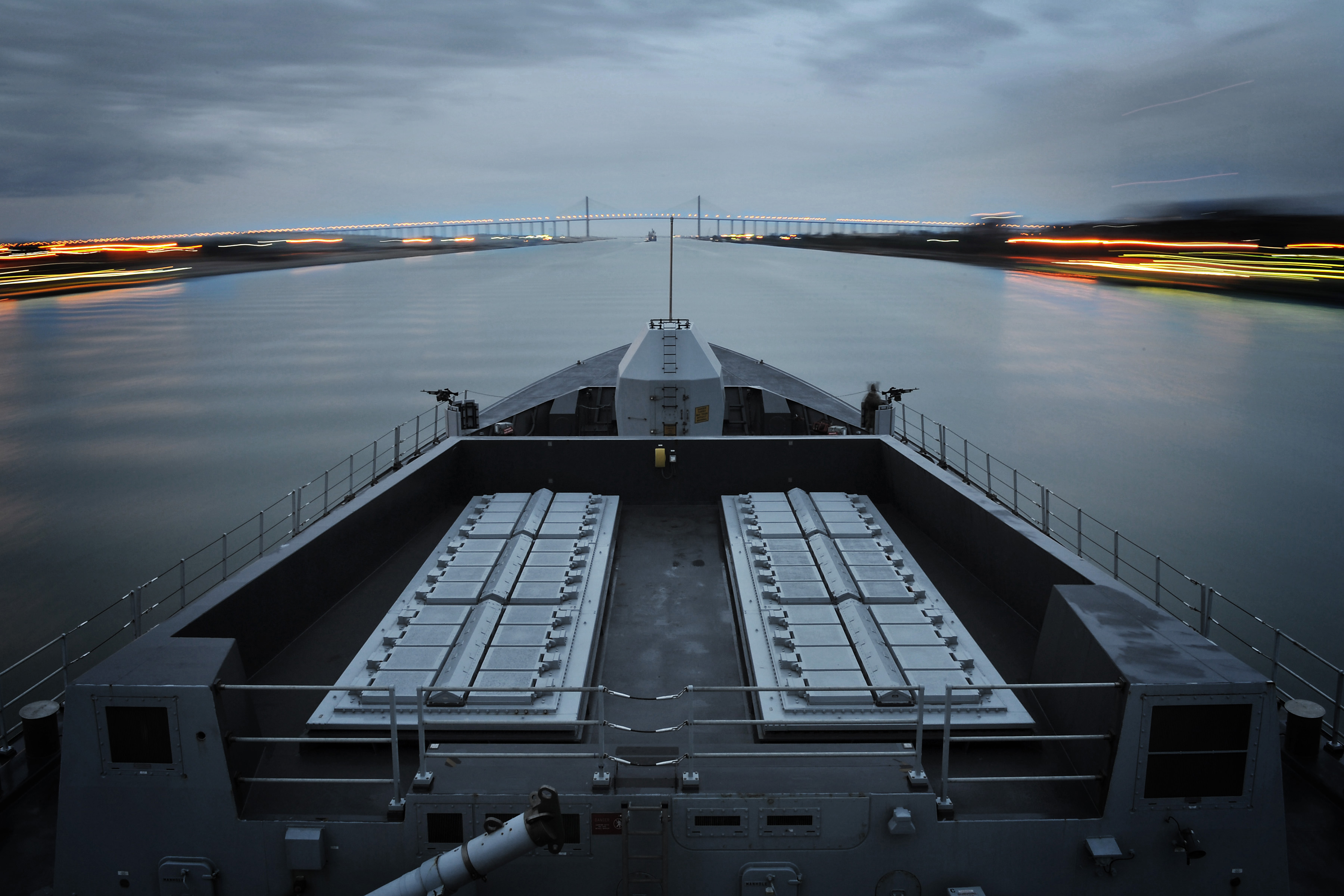
Die Daring mit der Senkrechtstartanlage für Flugkörper (VLS)

Die Lenkwaffenzerstörer der Daring-Klasse – auch bekannt als Type 45 – lösten zwischen 2009 und 2013 die Zerstörer der Sheffield-Klasse (Type 42) der britischen Royal Navy ab. Großbritannien hat mit ihnen nach eigenen Angaben zur Zeit des Zulaufs die modernste Zerstörerflotte der Welt erhalten. Die Schiffe wurden von BAE Naval Systems und VT gebaut.

## Geschichte

### Entwicklung
Nach dem Scheitern des NFR-90-Projektes Ende der 1980er-Jahre plante Großbritannien in den 1990er-Jahren gemeinsam mit Frankreich und Italien den Bau einer neuen Multifunktionsfregatte. Im Verlauf des Projektes Horizon wurde jedoch deutlich, dass sich die Vorstellungen Großbritanniens deutlich von denen der Partner unterschieden. 1999 stieg Großbritannien aus dem Projekt aus und beauftragte British Aerospace, das bereits am Horizon-Projekt beteiligt war, mit der Konstruktion der Zerstörer des Type 45. Hierbei profitierte man von den bereits gesammelten Erfahrungen mit dem ursprünglichen Projekt. Insgesamt wurde ein Bedarf für zwölf Zerstörer festgestellt, die Bestellung wurde jedoch 2004 auf acht Schiffe reduziert. Am 19. Juni 2008 teilte Staatssekretär Bob Ainsworth schließlich mit, dass nur sechs Einheiten der Daring-Klasse gebaut werden und die Option auf das siebte und achte Schiff der Klasse nicht genutzt wird.

### Bau
Die Zerstörer der Daring-Klasse wurden in Modulbauweise gefertigt. Sie sind die ersten britischen Kriegsschiffe, bei denen die Rumpfsegmente an unterschiedlichen Standorten gebaut werden. Das Heck wurde von BAE Systems in Govan gefertigt, der Mittelteil mit der Brücke von BAE Systems in Scotstoun und der Bug von VT Group in Portsmouth. Der Schornstein und die Mastaufbauten wurden ebenfalls von VT in Portsmouth produziert. Die einzelnen Module wurden schließlich in Govan zusammengebaut, wo auch der Stapellauf der Zerstörer stattfand. Lediglich das erste Schiff der Klasse, die Daring wurde aus Kapazitätsgründen in Scotstoun zusammengebaut und zu Wasser gelassen. Die Endausstattung aller Schiffe sowie die Installation von Masten, Schornstein und Propellern erfolgte anschließend in Scotstoun. Die Kosten für jedes Schiff betrugen rund 1,1 Mrd. Pfund.

### Erprobung und Indienststellung
Im März 2003 begann der Bau des ersten Zerstörers, der zukünftigen Daring. Als erstes Schiff ihrer Klasse begann sie am 18. Juli 2007 ihre Testfahrten im Nordatlantik. Hierbei zeigte sich, dass der Treibstoffverbrauch um 75 Prozent unter dem der Zerstörer der Sheffield-Klasse liegt. Während der ersten Erprobungsfahrten wurde eine Maximalgeschwindigkeit von 31,5 Knoten erreicht, ursprünglich waren nur 29 Knoten vorgesehen. Aus dem Stand beschleunigt der Zerstörer innerhalb von 70 Sekunden auf 29 Knoten, der Bremsweg beträgt aus einer Geschwindigkeit von 30 Knoten 840 Meter. Die HMS Daring wurde am 23. Juli 2009 in Dienst gestellt, die HMS Duncan wurde am 26. September 2013 als letztes Schiff in den aktiven Dienst übernommen.

### Einsatz
Der erste längere Einsatz erfolgte durch die Daring; dieser begann Anfang 2012 und führt das Schiff an den Persischen Golf, während die Dauntless 2012 eine Atlantikumrundung absolvierte, Bestandteil war auch eine kürzere Zeit als Stationsschiff im Südatlantik (Falklandinseln und Südgeorgien). Die Diamond löste ihre älteste Schwester in der zweiten Jahreshälfte am Golf ab.
Im November 2013 unterstützte die Daring den internationalen Hilfseinsatz auf den Philippinen in Folge von Taifun Haiyan.

## Einsatzspektrum
Im Vergleich zu ihren Vorgängern der Sheffield-Klasse sind die neuen Zerstörer knapp doppelt so groß und mit deutlich moderneren Waffensystemen ausgestattet. Dazu zählen auch die Radaranlagen SAMPSON und S1850M. Durch modernere Antriebs- und Kommunikationstechnologie sind die Schiffe zudem leistungsfähiger und kostengünstiger als die Sheffield-Klasse. Gleichzeitig soll eine höhere Flexibilität bei Einsätzen in aller Welt gewährleistet sein. Dazu gehören unter anderem kürzere Wartungs- und Reparaturphasen. Während die früheren Zerstörer durchschnittlich etwa 230 Tage pro Jahr im Einsatz waren, sind es bei der Daring-Klasse über 300 Tage. Aus Sicht des Verteidigungsministeriums in London sollen dadurch sechs Schiffe ausreichen, um die zuvor elf Zerstörer zu ersetzen. Gemeinsam mit den neuen Flugzeugträgern der Queen-Elizabeth-Klasse, den Atom-U-Booten der Astute-Klasse und den Fregatten des FSC-Programms (Type 26) sollen die Zerstörer die Leistungsfähigkeit der Royal Navy weiter erhöhen.

## Kritik
Wie auch bei anderen Rüstungsprojekten kam es im Verlauf der Entwicklung zu mehrfachen Budgetkürzungen. Diese führten dazu, dass nur sechs anstatt der ursprünglich geplanten zwölf Zerstörer gebaut werden sollen. Kritiker dieser Entscheidung befürchten, dass hierdurch nicht zu jedem Zeitpunkt eine adäquate Luftabwehr für britische Flottenverbände bereitstehen könnte. Das Verteidigungsministerium wies hingegen darauf hin, dass die neuen Zerstörer deutlich leistungsfähiger und weniger wartungsintensiv seien, weshalb sechs Schiffe ausreichen würden, um die bisherigen elf Zerstörer der Sheffield-Klasse zu ersetzen.
Weitere Kritik gab es an den Einsparungen bei den Waffensystemen. Die geplante 155-mm-Kanone wurde aus Kostengründen durch eine 114-mm-Kanone ersetzt; anstatt eines raketenbasierten CIWS wird das veraltete Phalanx-System eingesetzt und es werden nur Stingray-Torpedos zum Einsatz durch Hubschrauber mitgeführt, auf bordeigene Torpedosysteme wird verzichtet. Auch Seezielflugkörper und Marschflugkörper werden entgegen ursprünglichen Planungen nicht installiert. Nach der Aussage des Verteidigungsministeriums ist die nachträgliche Ausstattung sämtlicher Zerstörer mit diesen Waffensystemen zu einem späteren Zeitpunkt geplant, beim Bau sei dies bereits berücksichtigt worden. Der ausschließliche Grund für die nachträgliche Installation sei, dass einige Systeme zum Zeitpunkt der Indienststellung der ersten Zerstörer noch nicht die Serienreife erlangt haben würden. Der ehemalige Oberbefehlshaber der Marine, Admiral Sir Alan West, sagte hierzu:

“The ships are not the best that we could build, but […] the armament enhancements to the later ships will improve their capabilities considerably”

„Diese Schiffe sind nicht die besten, die wir bauen könnten, aber […] die zusätzlichen Waffensysteme der späteren Schiffe werden ihre Fähigkeiten deutlich steigern“

Konteradmiral Chris Parry stellte im Januar 2017 fest, dass die Zerstörer unter Wasser „teuflisch laut“ seien und sie sich wie eine Kiste voller Schraubenschlüssel anhören würden. Seine Mannschaft hätte hölzerne Keile in Luken und Türen gesteckt, um das Klappern zu reduzieren. Eine entsprechende Untersuchung ergab, dass russische U-Boote den Lärm über hundert Seemeilen (190 km)  orten könnten.

## Zwischenfälle
Im Juni 2021 kam es zu einem Zwischenfall im Schwarzen Meer. Von Einheiten der russischen Seekriegsflotte sollen laut einem an Bord befindlichen BBC-Reporter Warnschüsse auf die HMS Defender abgeschossen worden sein, was von der britischen Regierung jedoch abgestritten wurde. Mehrere an Bord des Zerstörers befindliche Reporter dokumentierten vorausgehende Warnungen russischer Schiffe, nachdem die Defender in ein Seegebiet vor der Halbinsel Krim eingefahren war. Der Zwischenfall löste umfangreiche Kontroversen zwischen russischen und britischen Politikern und Experten aus.

## Einheiten
Nachdem das letzte Baulos der Fregatten des Type 22 Namen getragen hatte, die auf C begannen, wählte man für die neuen Zerstörer des Type 45 solche mit dem Anfangsbuchstaben D. Heimathafen ist Portsmouth.
| Kennung | Schiff    | Stapellauf        | In Dienst          | Verbleib |
| ------- | --------- | ----------------- | ------------------ | -------- |
| D32     | Daring    | 1. Februar 2006   | 23. Juli 2009      | aktiv    |
| D33     | Dauntless | 23. Januar 2007   | 3. Juni 2010       | aktiv    |
| D34     | Diamond   | 27. November 2007 | 6. Mai 2011        | aktiv    |
| D35     | Dragon    | 17. November 2008 | 20. April 2012     | aktiv    |
| D36     | Defender  | 21. Oktober 2009  | 21. März 2013      | aktiv    |
| D37     | Duncan    | 11. Oktober 2010  | 26. September 2013 | aktiv    |